# Cotrimossazolo
Il cotrimossazolo è un medicinale antibatterico derivante dalla combinazione tra sulfametossazolo e trimetoprim in rapporto di 5:1 rispettivamente.
Viene venduto col marchio Bactrim, Septra o diversi generici.

## Meccanismo d'azione
I rapporti di dosaggio sono stabiliti per produrre nel sangue e nei tessuti un rapporto di concentrazioni di sulfamidico rispetto al trimetoprim di 20:1, in modo da fornire il massimo livello di attività antibatterica.
Il sinergismo farmacologico e il risultante potenziamento dei due sulfamidici, che abbinati provocherebbero un'azione battericida anziché batteriostatica come avrebbero singolarmente, non sono mai stati dimostrati in vivo, ma solo in vitro e per concentrazioni subinibenti dei due costituenti. L'azione sinergica dei due antibiotici è solo teorica, mai dimostrata clinicamente.
Attua un blocco sequenziale della via metabolica per la sintesi del folato nei batteri: un cofattore essenziale, per il trasferimento di unità monocarboniose in diversi stati d'ossidazione, nella sintesi di purine, pirimidine e amminoacidi, risultando così nella batteriostasi. Ha emivita breve. La reazione avversa più importante riguarda le risposte immunitarie.

## Indicazioni cliniche
Il cotrimossazolo è efficace:
- Nelle infezioni delle vie urinarie e nella loro profilassi nei pazienti con reinfezioni multiple.
- Nelle infezioni delle vie urinarie in età pediatrica, spesso come prima scelta.
- Nelle prostatiti batteriche croniche, in cui determina la guarigione solo di una minoranza dei pazienti.
- Nel trattamento della polmonite da Pneumocystis jirovecii e nella sua profilassi in soggetti con AIDS o affetti da immunodepressione, caso nel quale è il farmaco più indicato
- nella terapia della febbre tifoide.
- nella shigellosi
- nella diarrea da Escherichia coli
- nell'otite media acuta
- nella gonorrea
- nella infezioni delle vie respiratorie superiori ed inferiori, come bronchiti, polmoniti e riacutizzazioni della bronchite cronica.
- nelle infezioni della cute e dei tessuti molli causate da batteri gram positivi e gram negativi, come ascessi, flemmoni, celluliti batteriche, infezioni chirurgiche ed anche in quelle infezioni cutanee causate da Staphylococcus aureus meticillino-sensibile (MSSA) e meticillino-resistente (MRSA).

Viene anche utilizzato nella terapia di:
- Infezioni dovute a Staphylococcus aureus, MRSA e VRSA, spesso in associazione a Rifampicina.
- Meningiti batteriche ed altre infezioni del SNC.
- Osteomielite ed Endocarditi batteriche, comprese quelle da MRSA.
- Terapia di Borreliosi di Lyme (Borrelia burgdorferi), Babesia, Nocardia, Toxoplasma gondii (compresa toxoplasmosi cerebrale) ed infezioni da Stenotrophomonas Maltophilia.

### Resistenza
I batteri del genere Pseudomonas sono resistenti per la presenza di barriere di permeabilità.
I batteri che utilizzano timidina esogena risultano resistenti.
Può insorgere resistenza per ridotta affinità da parte della diidrofolato reduttasi.